# Berghütte Rilaseen
Die Berghütte „Rilaseen“ (bulgarisch хижа „Рилски езера“; abgekürzt: х. Рилски езера) ist eine Berghütte im Nordwesten des Rila-Gebirges, das im Südwesten Bulgariens liegt. Der Name der Berghütte leitet sich von den nahegelegenen Sieben Rila-Seen ab. Die Berghütte liegt auf eine Höhe von 2150 m im Nationalpark Rila und hat eine Kapazität von 135 Betten.
In der Hütte gibt es Zimmer mit 2, 3, 4, 6, 7, 11 und 12 Betten. Die meisten der kleinen Zimmer sind mit eigener Toilette ausgestattet. Die sanitären Anlagen für die übrigen Räume befinden sich zentral in den einzelnen Etagen.
Die Berghütte ist ganzjährig in Betrieb und bietet einen Speisesaal, einen Aufenthaltsraum mit Fernseher und eine Bar.
Neben der Berghütte gibt es eine kleine Skipiste mit einem Schlepplift. Neben dieser Piste gibt es wesentlich steilere Abfahrtshänge und Möglichkeiten zum Tiefschneefahren.

## Benachbarte Berghütten und Wanderrouten
- zur Berghütte Die sieben Seen – ca. 1 Stunden Fußmarsch (markierter Pfad)
- zur Berghütte Pionerska – ca. 1,5 Stunden Fußmarsch (markierter Pfad)
- zur Berghütte Lowna – ca. 1 Stunden Fußmarsch (markierter Pfad)
- zur Berghütte Wada – ca. 2,5 Stunden Fußmarsch (markierter Pfad)
- zum „Dolnote esoro“, dem unteren der Sieben Rila-Seen – ca. 30 Minuten Fußmarsch
- zur Berghütte Skakawiza – ca. 1 Stunden Fußmarsch (markierter Pfad)
- zum Wasserfall Skakawiza (an der Berghütte Skakawiza vorbei) – ca. 1,5 Stunden Fußmarsch
- zur Berghütte Maljowiza (an den Sieben Rila-Seen vorbei) – ca. 7 Stunden Fußmarsch (markierter Pfad)
- zum Rila-Kloster – ca. 7 Stunden Fußmarsch (markierter Pfad)
- zur Berghütte Iwan Wasow – ca. 3 Stunden Fußmarsch (markierter Pfad)
- Gipfelbesteigungen:
  - Hajduti (= Gipfel Charamija; bulgarisch Харамията direkt hinter den Sieben Rila-Seen, 2465 m)
  - Otowiza (bulgarisch Отовица, 2697 m)
  - Damga (= Gipfel Wasow; bulgarisch Дамга, 2669 m)

## Ausgangspunkte für den Aufstieg
- von der Stadt Saparewa Banja über die Berghütte Pionerska (hat eine Straßenanbindung) und von dort mit der Sessellift „Rilaseen“ (Zweisitzer), dessen Talstation an der Berghütte Pionerska liegt, bei dem Dorf Panitschischte (bulgarisch Паничище)
- über die Berghütte Lowna zu Fuß zur Berghütte Rilaseen – ca. 2 bis 3 Stunden Fußmarsch von der Berghütte Pionerska
- vom Dorf Gowedarzi über die Berghütte Wada (bis dorthin asphaltierte Straße) – ca. 3,5 Stunden Fußmarsch (markierter Pfad)